# Humanismus

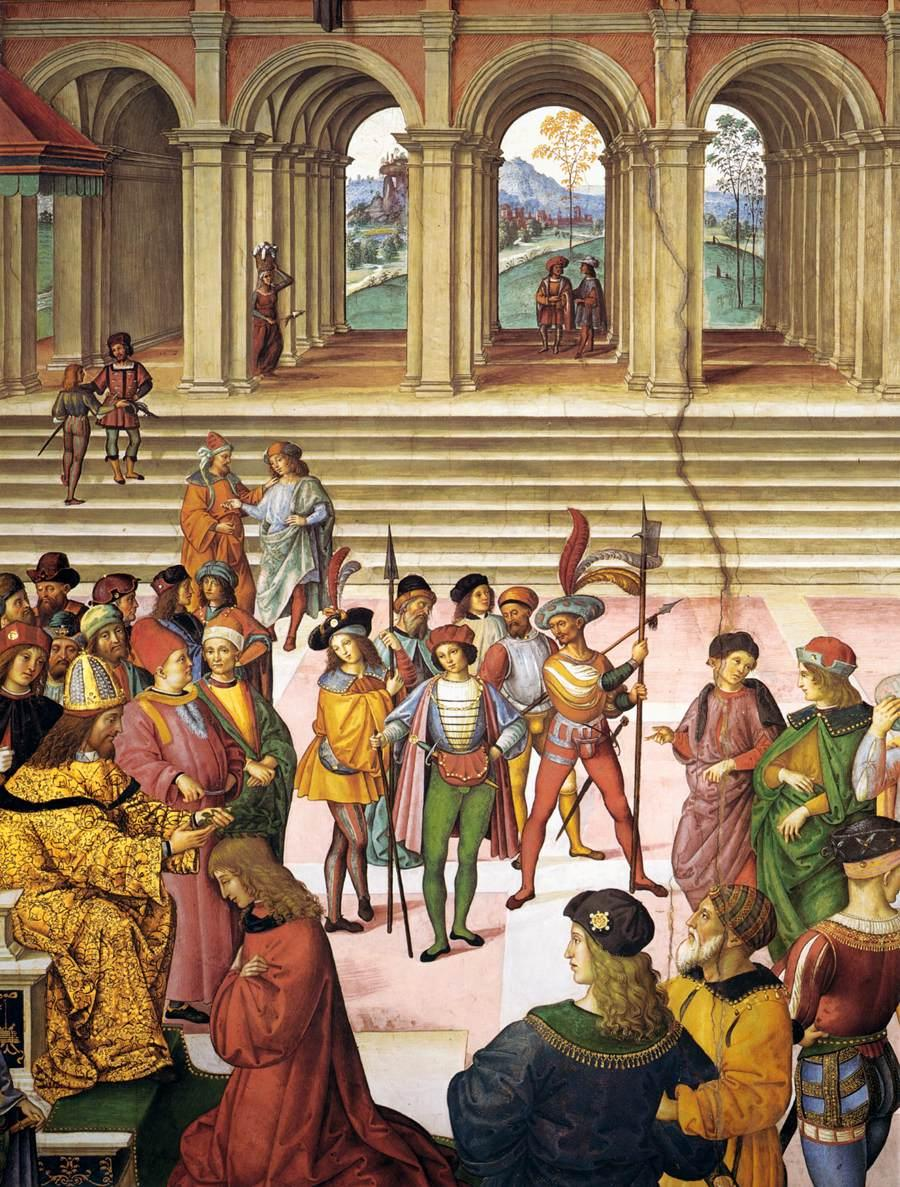
Humanista Enea Silvio Piccolomini, budoucí papež Pius II., je roku 1442 korunován jako poeta laureatus císařem Fridrichem III. (freska z dómské knihovny v Sieně, autorem je Pinturicchio)

Humanismus (z latinského humanus, lidský) je pozdější označení pro filosofické, literární a kulturní hnutí, vzniklé v Itálii ve 14. století, charakteristické obnoveným zájmem o klasické jazyky, antickou kulturu a filosofii a vysokým hodnocením lidské osoby, včetně její zbožnosti a ctností. Reagoval na racionální a spekulativní scholastiku, středověkou syntézu křesťanské teologie s aristotelskou filosofií, a položil velký důraz na literární a básnickou formu. Během 15. a 16. století se rozšířil po celé západní a střední Evropě a připravil cestu renesanci jako slohu výtvarného umění, rovněž inspirovaného klasickým starověkem.

## Historie
Humanismus vznikl v Itálii a za jeho první představitele se považují Dante Alighieri (1265–1321), Francesco Petrarca (1304–1374) a Giovanni Boccaccio (1313–1375). Myšlenky humanistů se šířily nejdříve po Itálii, kde byla významná centra humanismu Florencie, Řím, Benátky, Neapol, Janov, Mantova, Ferrara a Urbino, a od 15. století i po celé západní a střední Evropě. První humanisté psali latinsky a jejich vzorem byl hlavně řečník a filosof Marcus Tullius Cicero (106–43 př. n. l.), už Dante však psal v lidovém jazyce – italštině, o jejíž spisovnou podobu se velmi zasloužil. Když v polovině 15. století uprchlíci z Konstantinopole přivezli do Itálie dotud neznámé řecké spisy Platóna a dalších, přední humanisté je začali překládat, komentovat a vydávat tiskem. I v ostatních evropských zemích (včetně českých) se humanisté dělili na ty, kteří psali latinsky, a ty, kteří psali lidovými jazyky.
Základem humanismu bylo literárně orientované vzdělání. Humanisté prosazovali radikální reformu školství, od které očekávali optimální rozvoj lidských schopností spojením vědění a ctnosti. Humanistické vzdělání mělo člověka uschopnit, aby poznal svoje pravé určení a uskutečnil ideální lidství pomocí nápodoby klasických vzorů. Podle humanistů byl hodnotný, pravdivý obsah v jednotě s dokonalou jazykovou formou, a proto se rozhodující váha přikládala kvalitě jazyka, lingvistice a literatuře. Nejdůležitějšími odvětvími vědění byly proto básnictví a rétorika. Zvýšená péče o učenecké jazyky latinu a řečtinu zároveň dala impulsy i nově se rodící literatuře v lidových jazycích, v první řadě v italštině.

## Charakteristika
Rozhodujícím znakem humanistického hnutí bylo vědomí, že nastupuje nová epocha, a snaha vymezit se proti bezprostředně minulým staletím. Touto minulostí, kterou tehdy začali nazývat středověk, hlavní zástupci humanismu ostentativně pohrdali, odmítali pozdně středověkou scholastiku a proti údajně barbarské a temné epoše středověku stavěli antiku jako směrodatný vzor všech oblastí života. Snaha tento vzor lépe poznat v původní, nedeformované podobě vedla k hledání antických textových zdrojů a jejich podrobnému vědeckému zkoumání, jak vyjadřuje latinské heslo humanistů ad fontes, k pramenům. Tím podstatně vzrostla znalost antického dědictví a zároveň byly položeny nebo prohloubeny vědecké základy mnoha oborů lingvistiky, literární vědy a historiografie. Nové poznatky bylo navíc možno díky právě vynalezenému knihtisku snadno šířit.

## Další význam
Dále se slovo humanismus používá také buď jako obecná orientace na člověka a jeho blaho nebo na pozemské hodnoty, anebo zejména v anglosaských zemích jako označení části ateistického hnutí 20. a 21. století. Kromě toho ho používají i další směry, například Humanistické hnutí argentinského spisovatele Sila. Na základě vývoje důrazů v rámci nejrůznějších hnutí, které se hlásí k humanismu, zastával Ješa'jahu Leibowitz názor, že za humanistu v pravém slova smyslu se smí považovat jedině ten, kdo je zároveň kosmopolitou, pacifistou, anarchistou a ateistou.